# Belvedere (Montevideo)
Belvedere es un barrio del centro sur del Montevideo, Uruguay. Al oeste del Paso Molino, al este de La Teja y en el punto terminal de la avenida Agraciada. Su eje principal es la avenida Carlos María Ramírez.Ahí yace la cancha del club Liverpool.
Como varios barrios montevideanos, fue fundado por el empresario Francisco Piria. Las primeras edificaciones se realizaron en 1892. Su nombre original fue Bella Vista pero también era conocido como Bello Ver, en ambos casos debido a su condición de observatorio panorámico ubicado sobre la cuchilla de Juan Fernández, así llamada en homenaje al probable primer residente y comerciante del lugar. Fue un barrio residencial desde sus comienzos junto a la zona de factorías desarrollada en Nuevo París desde 1869. Para principios del siglo XX se había convertido un punto de servicios y comercios. El crecimiento produjo la integración urbana con barrios como Nuevo París, Paso del Molino y La Teja. 
Sitios característicos de Belvedere son el Parque Bellán y el estadio de Belvedere, campo del Club Liverpool. En este barrio tiene su sede el Colegio de las Hermanas Capuchinas, donde tuvo una destacada actuación la beata Francisca Rubatto.

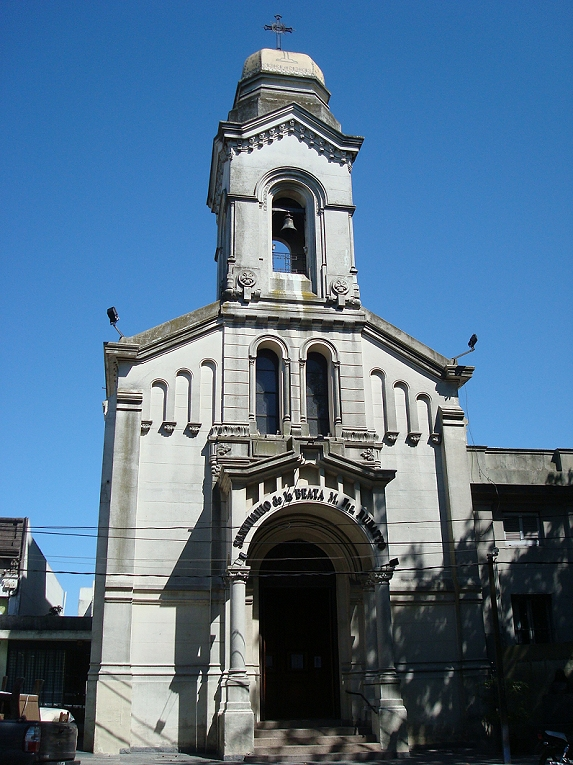